# جسر كابولي

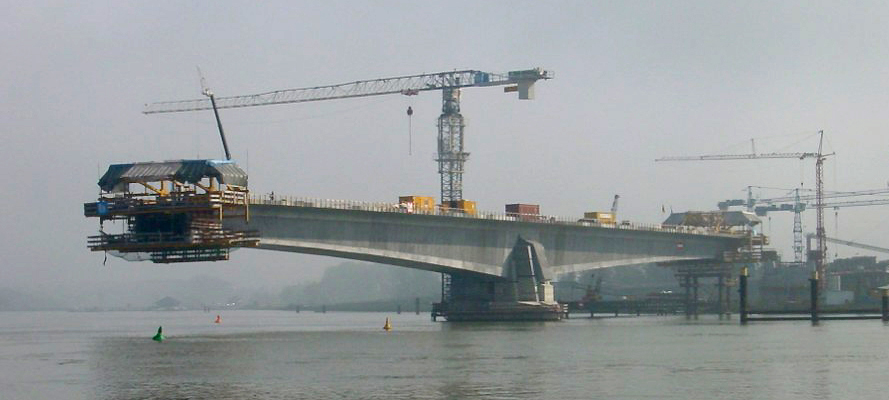
جسر كابولي يقطع نهر الراين بين فرنسا وألمانيا.

جسر كابولي أو جسر ناتئ (بالإنجليزية: Cantilever bridge) هو أحد أنواع الجسور، يتم بناؤه باستخدام الكابول، وهياكل تمتد أفقيا إلى الفضاء، معتمدة على نهاية واحدة فقط. بالنسبة لجسور المشاة الصغيرة، قد يكون الكابول بشكل كمرات بسيطة، بينما في الجسور الناتئة الكبيرة، تم تصميمها للتعامل مع استخدام حركة مرورالطرق أو السكك الحديدية عبر دعامات مبنية من الصلب الإنشائي، أو عوارض مربعة مبنية من خرسانة مسبقة الإجهاد. كان الجسر الكابولي الجمالوني يشكل اختراقا هندسيا كبيرا عندما تم استخدامه عمليا لأول مرة، لأنه يمكن أن يمتد لمسافات أكثر من 460 م، كما يمكن أن يُشيد بسهولة في المعابر الصعبة بحكم الاستخدام القليل أو المعدوم للسقالات.

## تاريخ

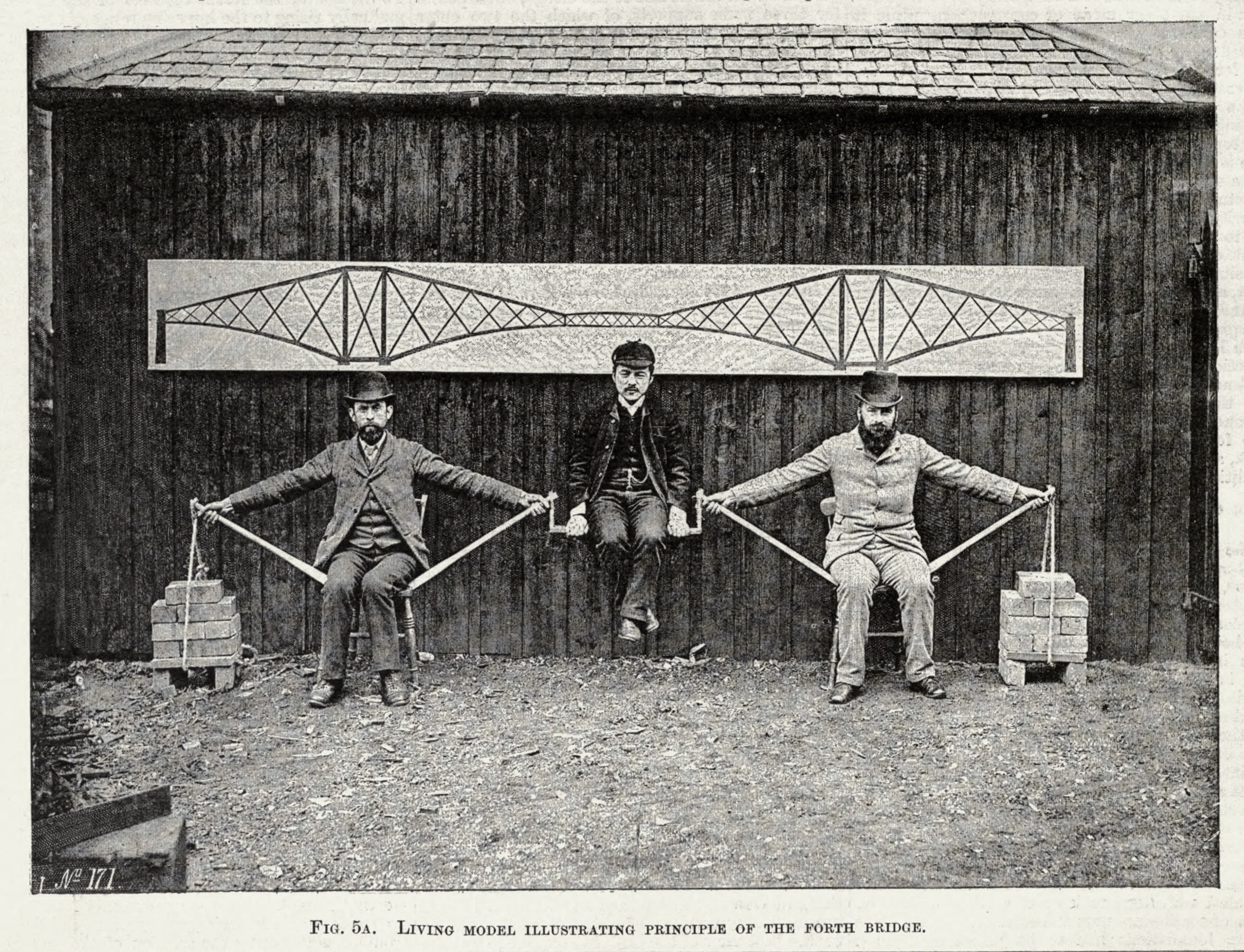
بدايات تصميم الجسر الكابولي في نهاية القرن التاسع عشر.

## الهيكل الإنشائي
يتم تشكيل الكابول البسيط من قبل ذراعين كابوليين ممتدان من اتجاهات متعاكسة حتى يتقطعان. في الحالات الشائعة في المسافات الممتدة، لا تتلاقي أذرع الكابول في المركز، وبدلا من ذلك، فانهما يدعمان جسر الجمالون الوسطي الناتئ. ويمكن للمسافات الممتدة أن تٌبنى خارج الموقع وتنقل اليه لاحقا كعناصر مسبقة الصنع، أو يتم بناؤها في داخله باستخدام دعائم نقل خاصة.

رسم توضيحي لأحد الجسور الكابولية.

## جاليري

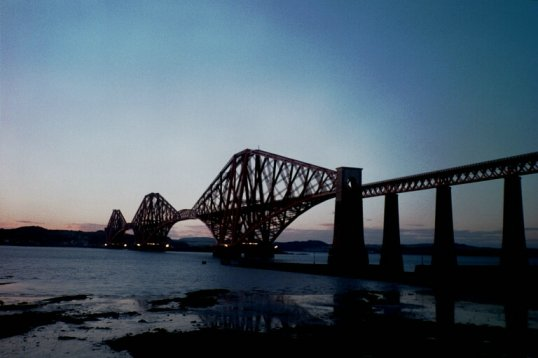
جسر فورث في اسكتلندا
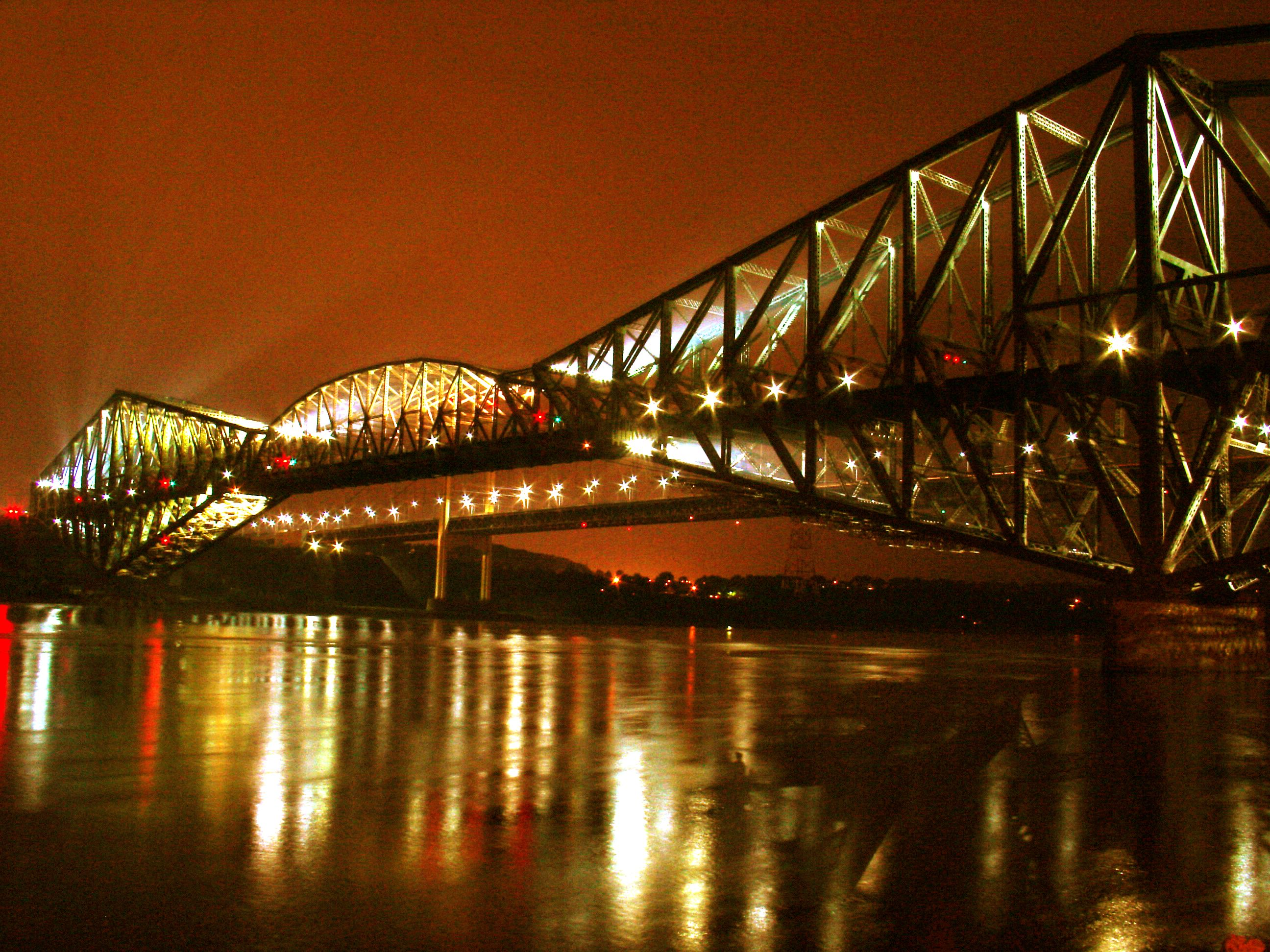
جسر كيبيك في كندا
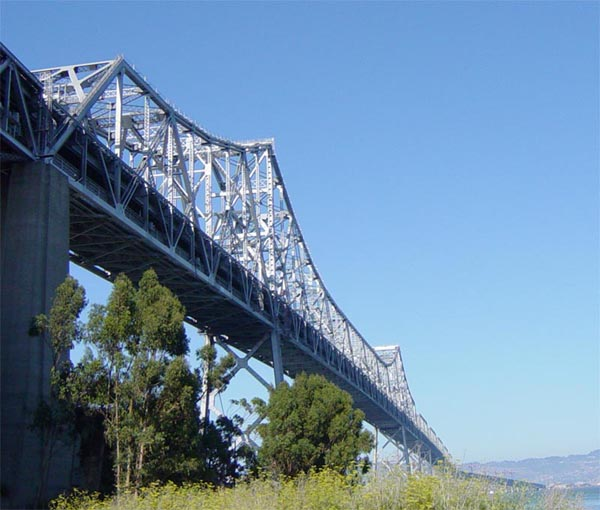
مثال لجسر كابولي
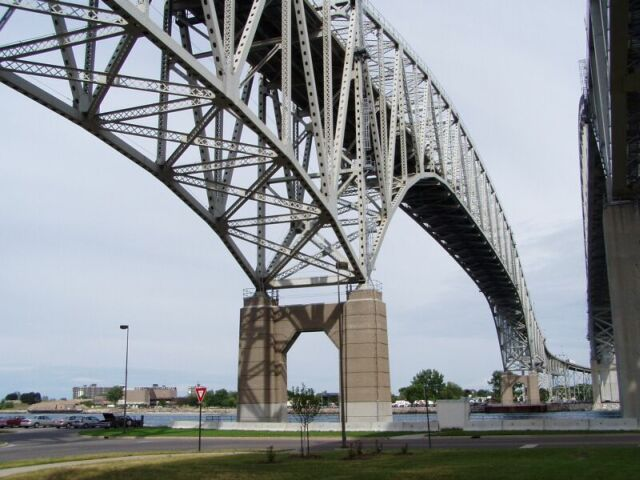
مثال لجسر كابولي